# Histoire de l'énergie

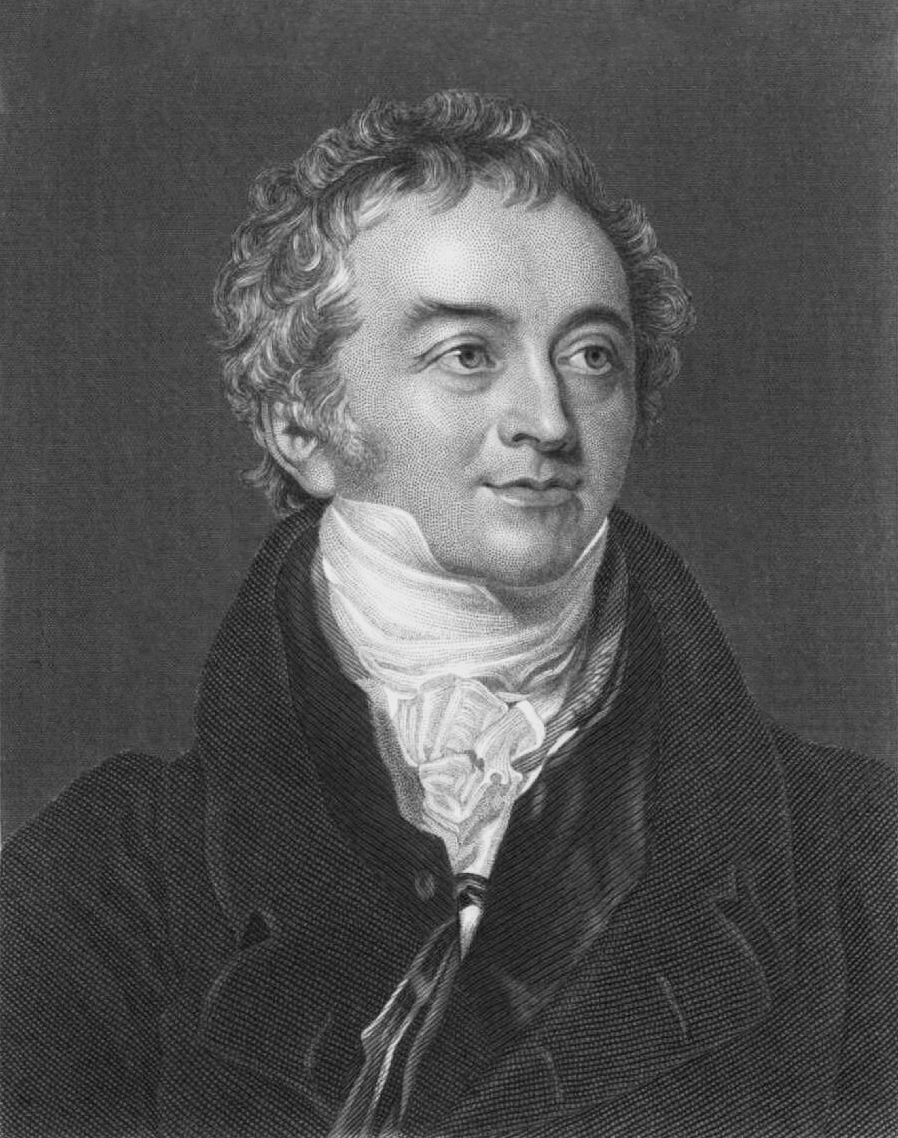
Portrait de Thomas Young (1773-1829), le premier scientifique à avoir utilisé le terme énergie en 1807 dans le domaine de la physique.

L'histoire de l'énergie recouvre l'histoire des différentes énergies :
- l'histoire de l'énergie solaire ;
- l'histoire de l'énergie hydraulique ;
- l'histoire de l'énergie éolienne ;
- l'histoire de l'électricité ;
- l'histoire de l'extraction du charbon ;
- l'histoire du pétrole ;
- l'histoire du gaz manufacturé ;
- l'histoire du gaz naturel ;
- l'histoire du nucléaire ;
- l'histoire de la géothermie ;
- l'histoire de l'énergie bois ;

etc..